# Nemertesia paradoxa
Nemertesia paradoxa is een hydroïdpoliep uit de familie Plumulariidae. De poliep komt uit het geslacht Nemertesia. Nemertesia paradoxa werd in 1876 voor het eerst wetenschappelijk beschreven door Kirchenpauer. 